# Château de Langeais
Le château de Langeais, est une demeure Renaissance, construite par Louis XI en 1465, qui se dresse sur la commune française de Langeais dans le département d'Indre-et-Loire, en région Centre-Val de Loire. Il a remplacé un ancien château fort édifié à la fin du Xe siècle par le comte d'Anjou Foulques Nerra.
Le château fait l’objet d’un classement au titre des monuments historiques.

## Localisation
Le château de Langeais est situé, à une vingtaine de kilomètres en aval de Tours, sur un promontoire rocheux surplombant, en rive droite, la Loire, sur la commune de Langeais, dans le département français d'Indre-et-Loire.

## Historique
Dès le Xe siècle, le site de Langeais est un lieu stratégique, à la frontière du comté d'Anjou et du comté de Blois : par son emplacement sur un éperon rocheux entre la Loire et son affluent la Roumer, il permet de contrôler la route tracée sur la rive droite du fleuve. Dès cette époque, un seigneur tient la position, comme l'attestent les vestiges des bases d'une tour et d'une chapelle Saint-Sauveur. Il s'agit probablement d'un castrum disposant d'un donjon sur motte (une aula transformée en tour.) construit en pierre et non en bois, associé à un domicilium.
Dans sa marche vers la Touraine, Foulques Nerra, comte d'Anjou, s'empare de Langeais en 994. Il y fait bâtir un ouvrage fortifié,. Il serait, avec son corps de logis pourvu d'emblée d'organes défensifs l'un des premiers donjon de pierre — ayant des vestiges qui ont subsisté — avec l'aula de Doué-la-Fontaine, transformée en une tour maçonnée à partir de 950. La forteresse de Langeais est construite sur un plan carré. Elle s'élève sur deux étages, éclairés de quelques fenêtres, et doublée d'une enceinte elle-même fortifiée, tandis qu'un fossé sec est creusé à l'arrière pour renforcer la défense face aux machines de siège.
Un temps repoussé par les troupes de Thibaut II, comte de Blois, Foulques Nerra reprend Langeais en 1017 à son successeur Eudes II.
Sous la domination de la dynastie anglaise des Plantagenêt, le château est agrandi par le roi d'Angleterre Richard Cœur de Lion, comte du Maine et d'Anjou de 1189 à 1199. Philippe Auguste le reconquiert en 1206, puis il est détruit par les Anglais lors de la guerre de Cent Ans. Du bâtiment de cette époque subsiste une façade de la tour principale, appelée « donjon de Foulques Nerra ».
En 1465, Louis XI ordonne la reconstruction du château, en contrebas des vestiges de l'ancien édifice ; les travaux sont menés sous la direction de Jean Bourré, trésorier de France et ami du roi, et Jean Briçonnet. Le nouveau château de Langeais est achevé en 1469.

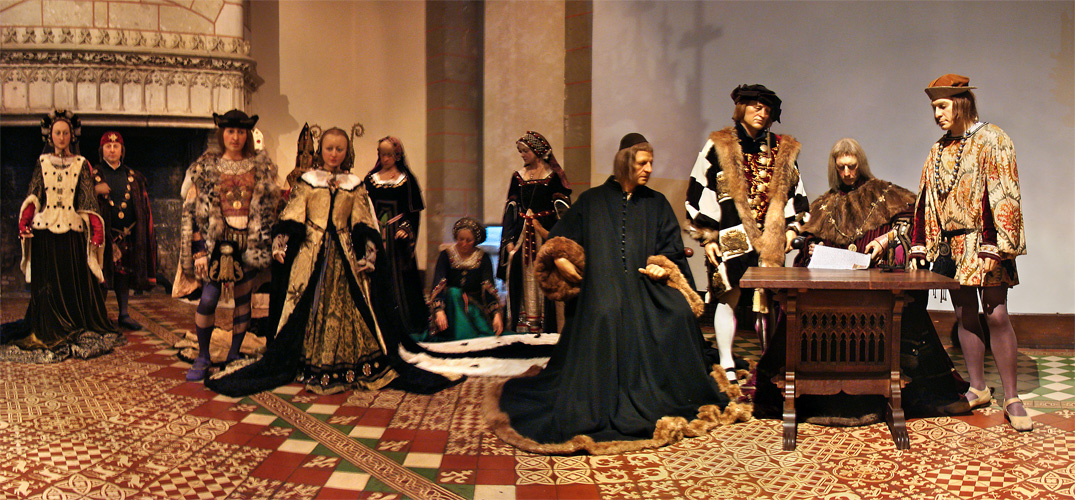
Mariage d'Anne de Bretagne avec (reconstitution avec des modèles en cire).

L'événement le plus marquant de la vie du château est le mariage royal de Charles VIII avec Anne de Bretagne, célébré le 6 décembre 1491 à 7 heures du matin. La jeune duchesse n'avait alors que 14 ans et son mariage signe la fin de l'indépendance du duché de Bretagne.
Jusqu'au règne de Louis XIII, le domaine de Langeais reste la propriété de la couronne de France, qui le donne parfois à titre d'indemnisation ou de récompense. Il appartient ensuite à différentes familles.
Pillé et laissé à l'abandon à la Révolution et au début du XIXe siècle, les bâtiments furent remis en état à partir de 1833, puis en avril 1839 par Christophe Baron, avoué à Paris qui avait acquis le château pour 35 000 francs de la famille Moisant qui le possédait depuis son achat en 1797 par Charles-François Moisant au duc de Luynes pour 170 000 francs.
Casimir Boisleve, maire depuis 1830, rêve d'une nouvelle mairie. En 1838, il a exposé au conseil municipal son projet d'acquisition du château qui est en vente depuis le décès de Mme Moisant, dernière propriétaire : « […]Déjà plusieurs spéculateurs se sont présentés pour l'acheter et le démolir afin d'en vendre les matériaux[…] » Mais la dépense est importante et, malgré les efforts de M. Boisleve, le château trouve preneur en la personne de M. Baron en avril 1839. Le fleuron de Langeais est en piteux état. La municipalité, locataire partiel, a transformé la grande salle du bas en écurie pour les chevaux des gendarmes. Une autre partie est affectée à l'auditoire de la justice de paix et à la prison cantonale. Les voisins occupent à leur guise caves et communs. Le parc est divisé en une soixantaine de parcelles consacrées aux arbres fruitiers et à la vigne .
Les spéculateurs évoqués par le maire en 1838 sont probablement le syndicat de démolisseurs-récupérateurs de biens connus sous l'appellation de « Bande Noire », dont l'orléanais Pilté-Grenet, auteurs de la démolition quasi complète et de la vente comme matériaux de construction des châteaux poitevins de Richelieu et de Bonnivet.
Habité, restauré, remeublé, vidé… puis remeublé
« M. Baron s'est plu à faire restaurer cette ancienne demeure seigneuriale avec une entente parfaite de l'architecture d'une imposante simplicité […] il ne s'est pas contenté de restaurer avec un goût vraiment artistique […] Émule du bon Du Sommerard, il a formé une sorte de musée ».

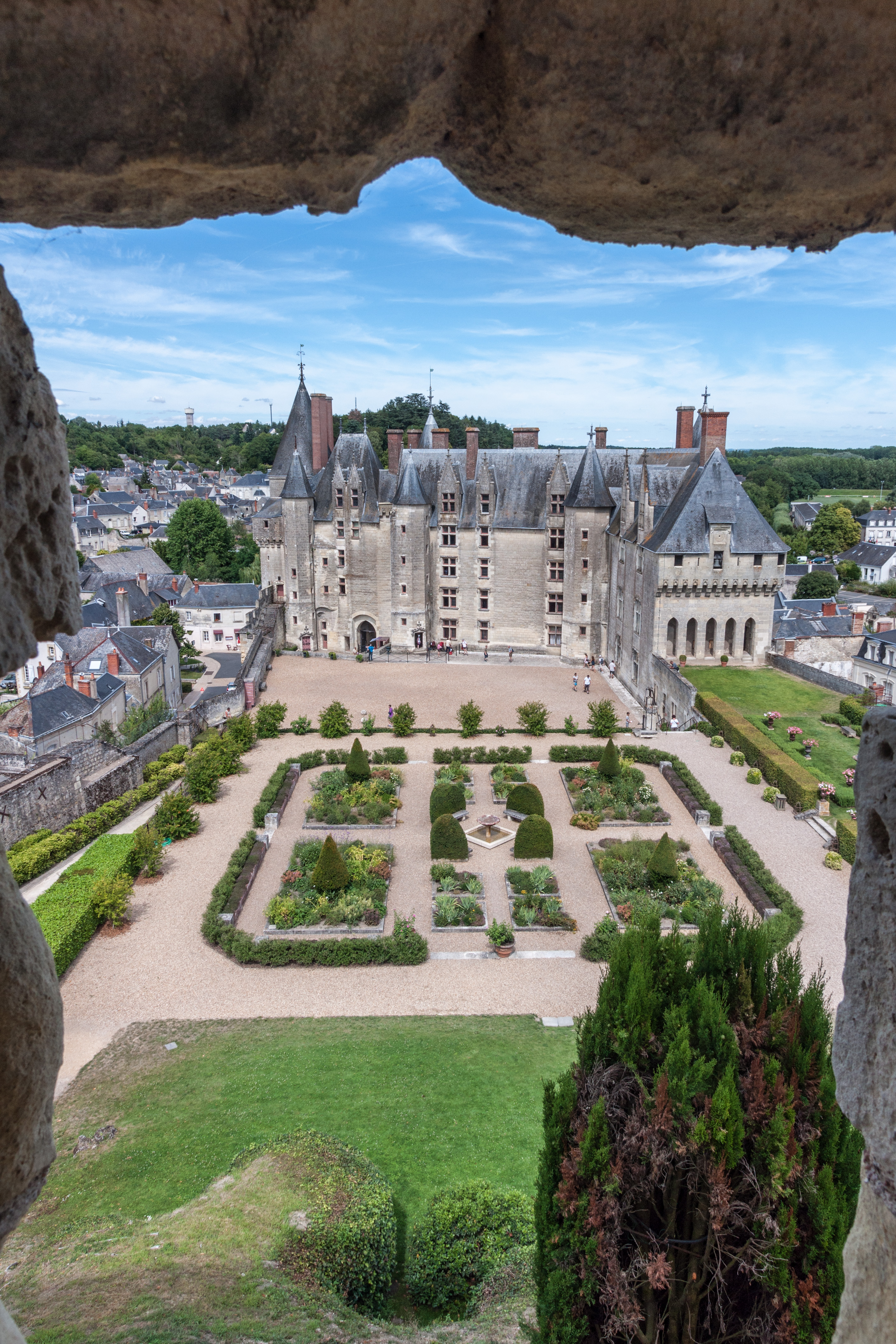
Le château et son jardin, vus depuis les restes de la forteresse du Xe siècle.

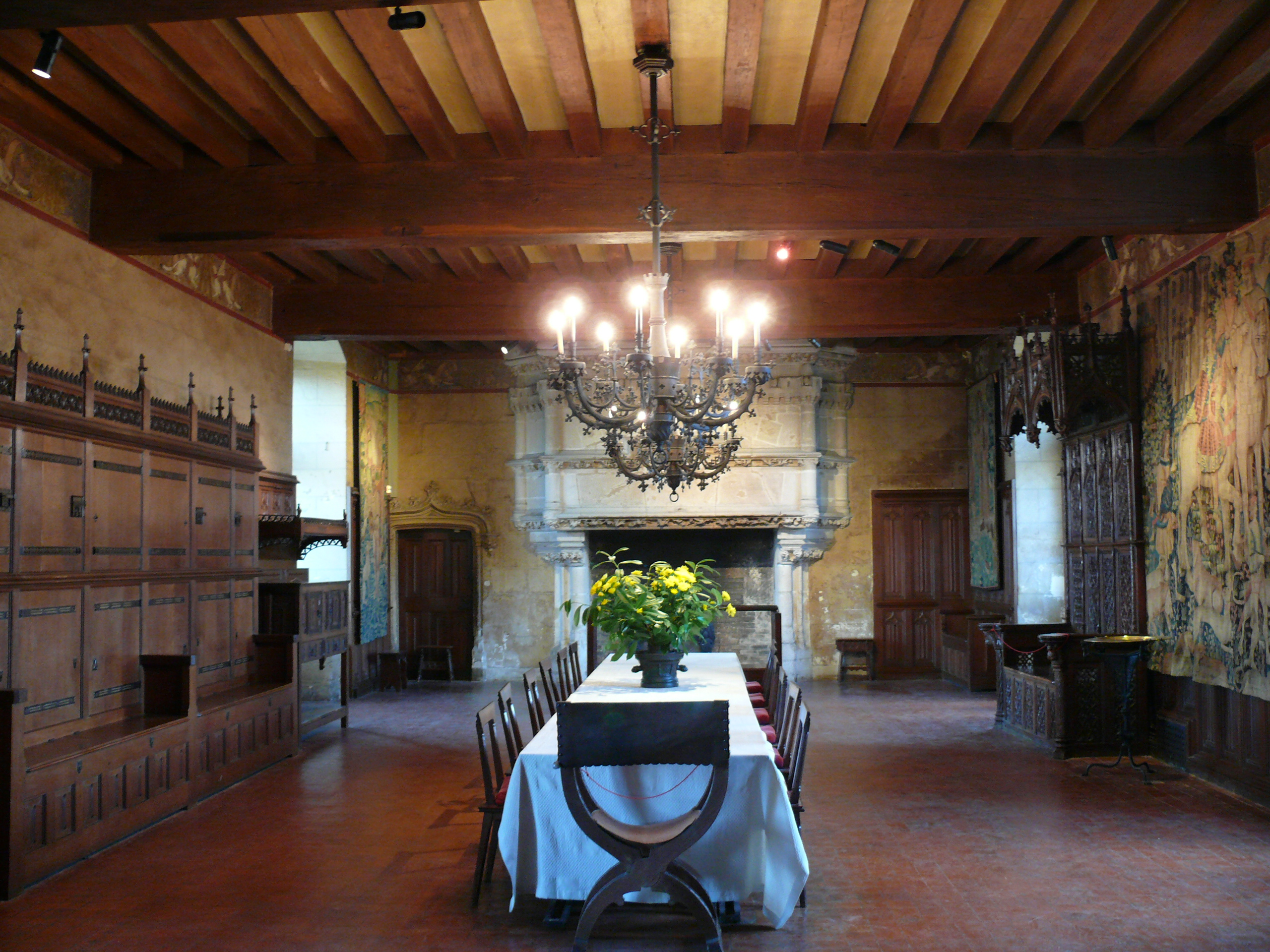
La salle de banquet.

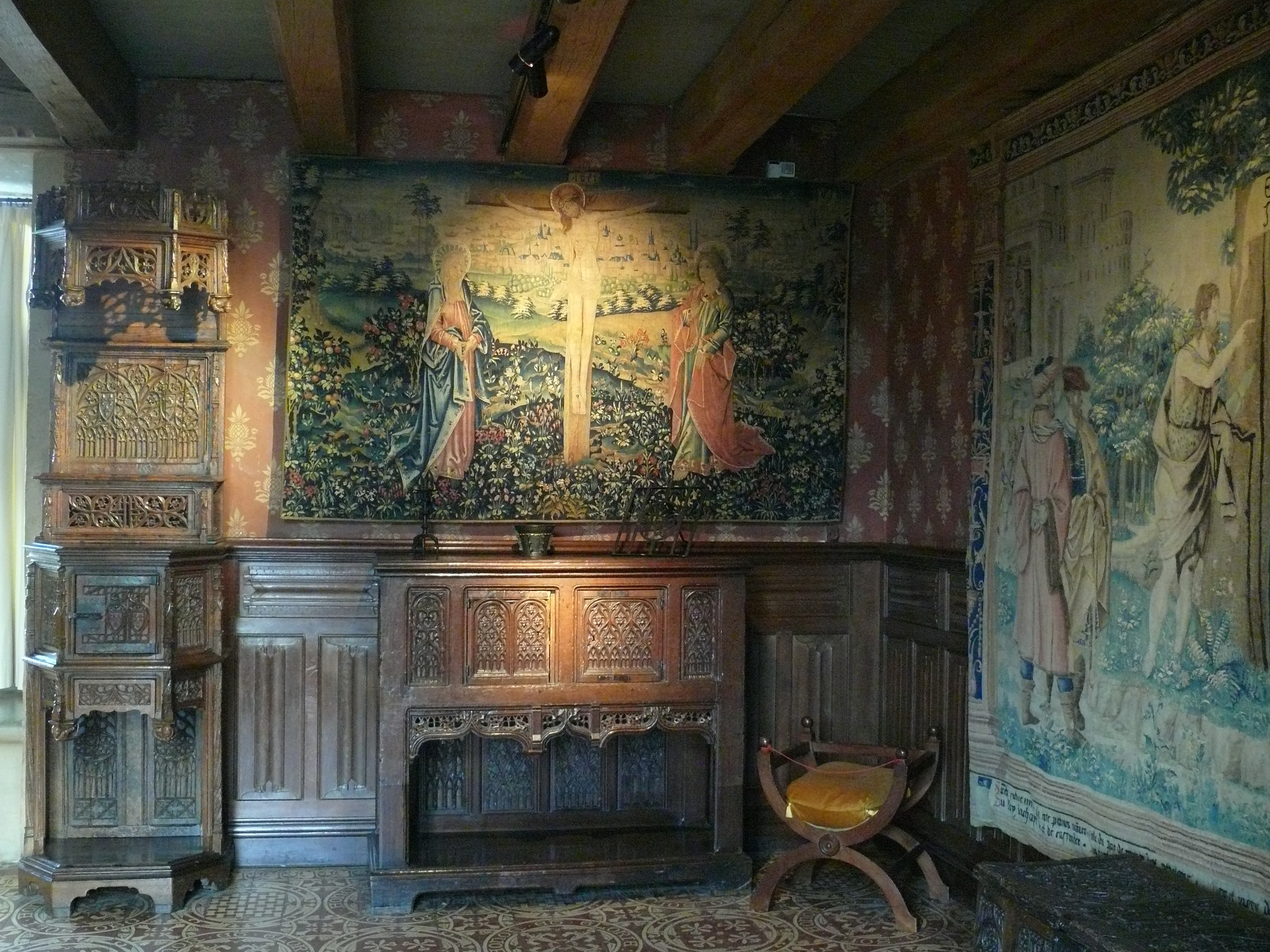
Meubles et tapisseries de la chambre de parement.

Trente ans plus tard, le fils Baron, lourdement endetté, vendit l'importante collection paternelle en 822 articles numérotés.
Deux ans auparavant, Mme Baron avait donné au musée des Beaux-Arts de Tours une grande réplique en bronze — fondue en 1839 sur les moules originaux — de la Diane Chasseresse de Houdon, une des plus célèbres sculptures du XVIIIe siècle et maintes fois reproduite.
À la mort du fils Baron, le château fut acquis le 28 juillet 1886 par le banquier et homme d'affaires mulhousien Jacques Siegfried, oncle d'André Siegfried, qui pendant 20 ans le restaure et le remeuble avant de le donner à l'Institut de France le 22 mars 1904 (acte Colin-Langeais) — avec réserve d'usufruit pour ses héritiers.
Dépôt d'archives d'État

« Je revois le village se découper en grisaille sur un ciel d'automne, le château où s'entassent nos documents, les arbres du parc et les monceaux de feuilles mortes. Car j'ai été repliée à Langeais, en septembre 1939, engagée comme traductrice-rédactrice au ministère des Affaires étrangères le jour de la déclaration de guerre […] Les précieuses Archives diplomatiques, les services du blocus, ont quitté Paris en autobus […] L'envahissement de ce petit village, dont les hommes sont sous les armes, est une curieuse expérience. Le château est gardé par nos huissiers. Je revois Mlle Siegfried debout devant son manoir et je ressens comme autrefois la tombée de la nuit et du silence sur Langeais où nous avons vécu en attendant la guerre »

— Élisabeth de Miribel La liberté souffre violence, Plon, 1981, p. 21.
Le château présente un ensemble de salles meublées qui donnent une idée de l'ambiance d'un logis seigneurial à la fin du Moyen Âge.

## Description

### La forteresse médiévale

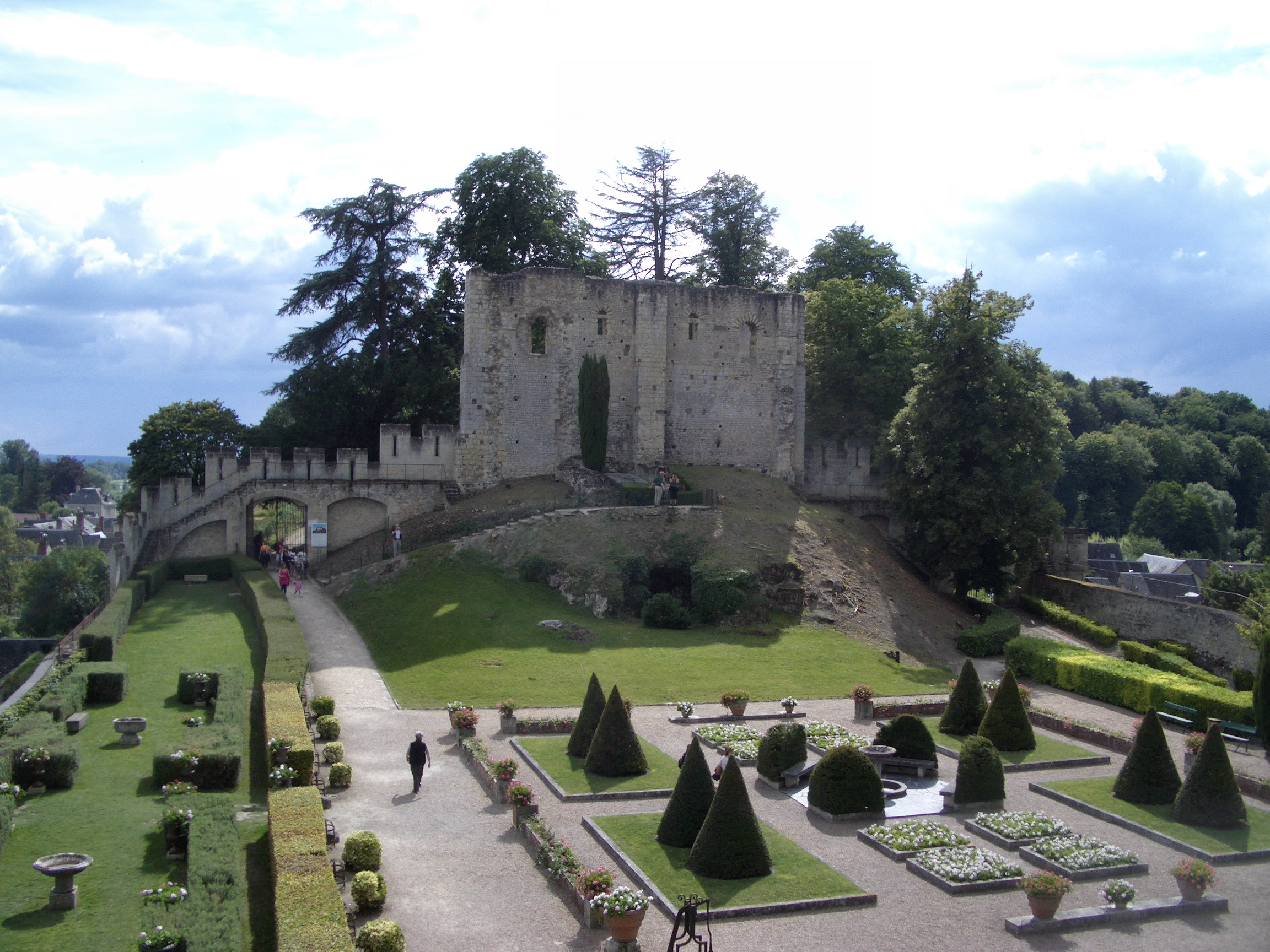
Le mur restant de l'ancien donjon, et le jardin.

Pour certains historiens, les deux murs en équerre qui se dressent derrière le château de Louis XI seraient les vestiges d'un domicilium édifié vers l'an mil et transformé en donjon,. C'est à cet endroit, sur l'éperon, long d'une centaine de mètres, dessiné par la large vallée de la Loire et au nord par un petit vallon affluent du fleuve, que les comtes d'Anjou édifièrent au Xe siècle une de leur plus puissantes forteresse, qui joua un grand rôle offensif contre les possessions des comtes de Blois. L'éperon est barré par un fossé défendu par une motte à tour de bois, transformée au XIe siècle en donjon à contreforts plats, que divers bâtiments devaient entourer, et, qui est l'un des plus anciens élevés en pierre en France. L'entrée au donjon logeable était aménagée pour en rendre l'accès très difficile : elle était placée très haut, et il fallait passer par une petite tour rectangulaire jouxtant le donjon : qui contient la cage d'escalier. Le logis seigneurial situé vers la pointe était ainsi protégé. Il n'en subsiste que les deux murs à angle droit, à l'aplomb d'un second fossé. Le premier niveau était dévolu au stockage, le second était résidentiel et pourvu d'une cheminée. Les arcs des baies sont faites de claveaux de tuffeau et de tegulae retaillées. Celui-ci est équipé d'un échafaudage médiéval en bois avec ses engins de levage, dans le style de l'époque. 

### Le château duXVesiècle

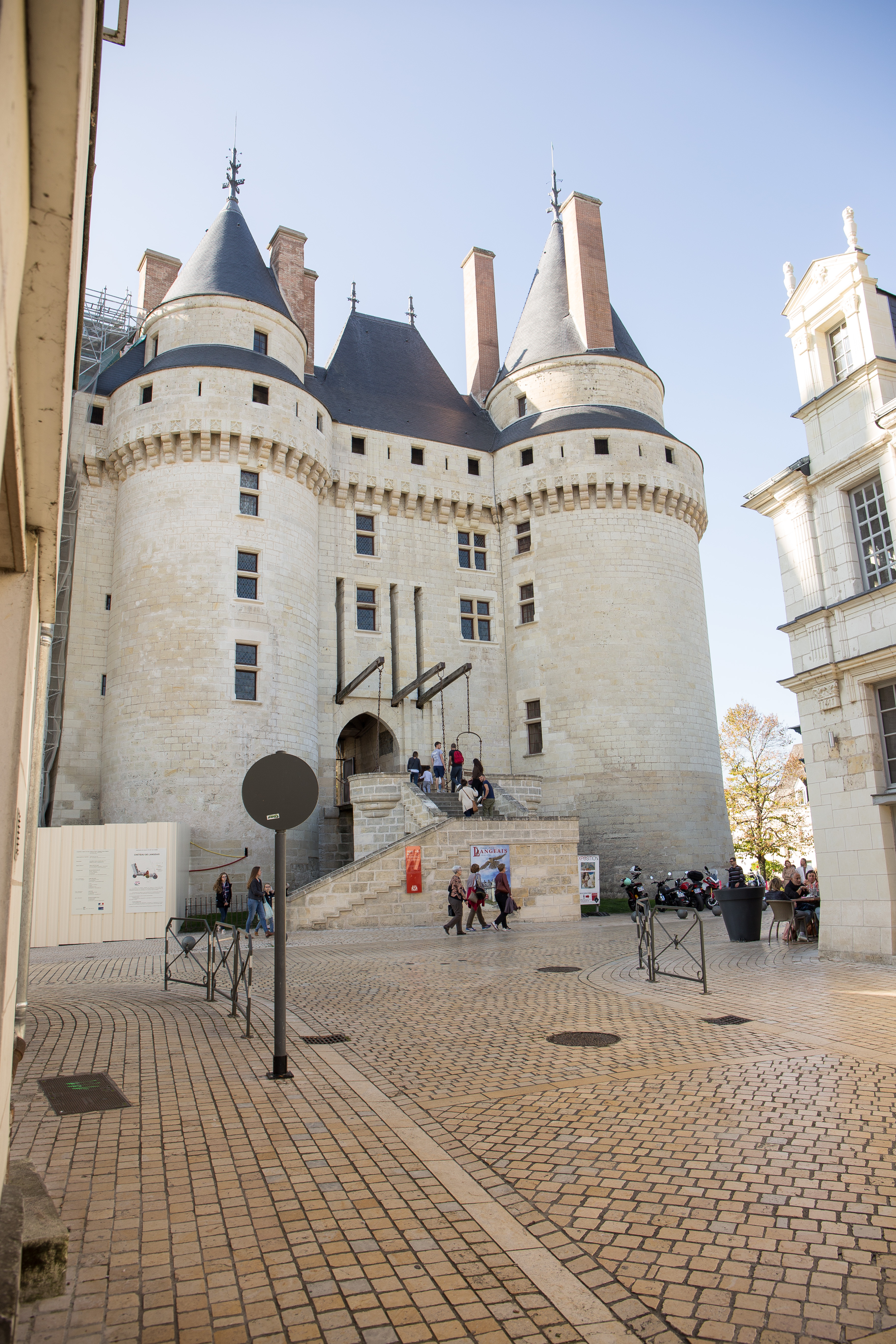
Entrée du château restaurée vue depuis la rue Gambetta.

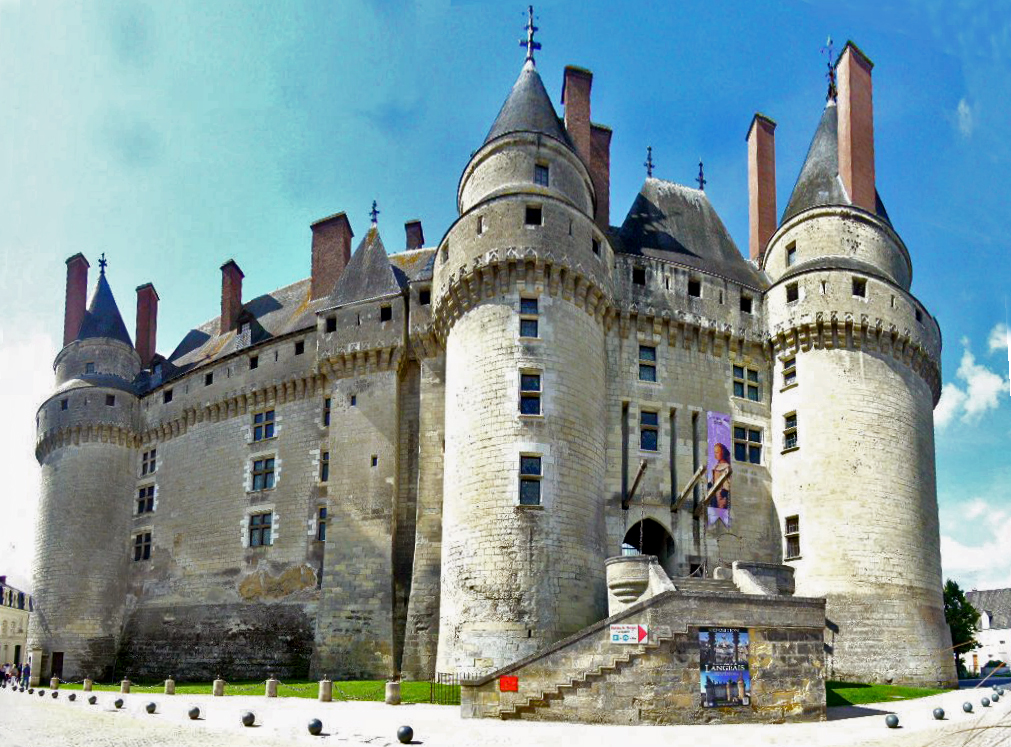
Façade est du château.

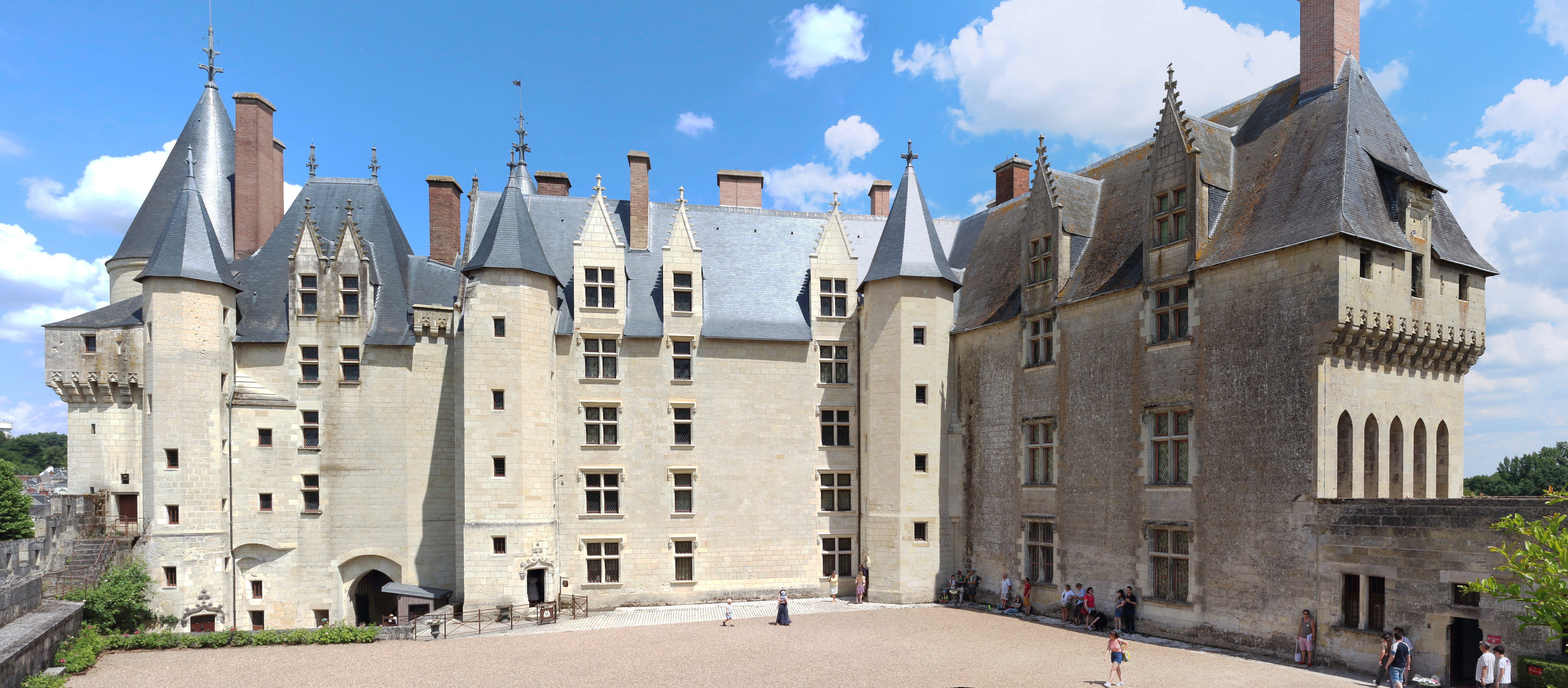
Vue d'ensemble de la façade sur cour. A gauche le châtelet d'entrée, au milieu le logis et à droite l'aile abritant les salles d'apparat.

Très bien conservé et peu remanié, le château de Langeais, construit au pied de l'antique forteresse, est un bel exemple d'architecture de la fin de la période médiévale, caractérisé par son pont-levis, ses hautes toitures, ses mâchicoulis, son chemin de ronde et ses cheminées monumentales finement sculptées, uniques dans toute la France (à l'exception du château de Bourges, où on retrouve des cheminées du même type) ; Langeais est en fait construit à la charnière entre Moyen Âge et Renaissance, sa façade ouest, côté jardin, offrant un tout autre visage, marqué par des décorations de type Renaissance.
Cet ensemble comprend quinze salles meublées et décorées dont la « salle des Preux » et sa collection unique de tapisseries des XVe et XVIe siècles ; y sont notamment exposées sept pièces (sur neuf) de la célèbre tenture ou suite des Preux (Aubusson ou Felletin, 1525-1540), qui auraient été réalisées entre 1525 et 1540 pour Pierre Paien (ou Payen), seigneur protestant de Chauray en Poitou ; Jacques Siefgried l'acquit en 1892 par un courtier ou intermédiaire local auprès d'un médecin de Saint-Maixent-l'École. Cette collection de sept tapisseries sur neuf, avec seulement deux manquantes (celles de Charlemagne et de Judas Macchabée, disparues ou détruites), est la plus complète qui soit au monde.
La série de Langeais est la plus complète connue sur le thème des neuf Preux. Mais elle n'est pas la seule :
- Cependant, en 2003 Jacqueline Boccador, antiquaire experte en mobilier Haute Époque, présentait dans son magasin parisien un Alexandre Le Grand (2,80 × 3 mètres - dimensions différentes des tapisseries de La Palice évoquées ci-dessous) de la série « commandée par Pierre Paen (sic), lieutenant sénéchal en Poitou en 1531, provenant de l'atelier de Felletin dit de la Marche ».
- Deux pièces de 4 × 3,80 mètres d'une autre série de 9 provenant du château auvergnat de Madic, aux armes Chabannes-Blanchefort, sont exposées dans le château de La Palice, où les six encore présentes à la Révolution furent volées puis retrouvées en 1880 et replacées dans cette demeure… où quatre d'entre elles furent à nouveau volées le 1er novembre 1977.
- Six pièces d'une autre tenture, faite vers 1385 pour le duc Jean de Berry dont elles portent les armes, sont exposées au musée des Cloîtres de New York (don Rockefeller de 1947).

À l'extérieur du château voir en particulier le belvédère sur la Loire et une cabane perchée dans un immense cèdre du Liban.

### Combles
Les combles sont composés d'une grande charpente d'époque médiévale en parfait état.

## Protection aux monuments historiques
Le château est classé par arrêté du 13 mars 1922 ; la partie du parc du château autour des ruines du donjon jusqu'au pont est classée par arrêté du 26 mai 1942.

## Sécurité
La protection du lieu contre les incendies est compliquée car le pont-levis est fermé tous les soirs et des dizaines de clés différentes sont nécessaires pour naviguer dans le château. La capacité maximale du château est de 112 visiteurs.